# Jesús Ocejo
Jesús Alberto Ocejo Zazueta, noto semplicemente come Jesús Ocejo (Hermosillo, 16 giugno 1998), è un calciatore messicano, attaccante del Leones Negros UdeG in prestito dal Santos Laguna.

## Caratteristiche tecniche
È un centravanti.

## Carriera
Nato ad Hermosillo, dopo gli inizi al Monterrey nel 2014 entra a far parte del settore giovanile del Santos Laguna; debutta fra i professionisti il 14 settembre 2017 in occasione del match di Copa MX vinto 3-0 contro il Juárez.
Nel 2019 viene ceduto in prestito al Tampico Madero dove si mette in mostra realizzando 7 reti in 18 presenze nella seconda divisione messicana; nel 2020 viene confermato in rosa dal Santos Laguna ed il 9 agosto fa il suo esordio in Liga MX giocando il match pareggiato 2-2 contro il Monterrey.

## Statistiche
Statistiche aggiornate al 24 maggio 2020.

### Presenze e reti nei club
| Stagione        | Squadra         | Campionato      | Campionato | Campionato | Coppe nazionali | Coppe nazionali | Coppe nazionali | Coppe continentali | Coppe continentali | Coppe continentali | Altre coppe | Altre coppe | Altre coppe | Totale | Totale | Totale |
| Stagione        | Squadra         | Comp            | Pres       | Reti       | Comp            | Pres            | Reti            | Comp               | Pres               | Reti               | Comp        | Pres        | Reti        | Pres   | Reti   |        |
| --------------- | --------------- | --------------- | ---------- | ---------- | --------------- | --------------- | --------------- | ------------------ | ------------------ | ------------------ | ----------- | ----------- | ----------- | ------ | ------ | ------ |
| 2017-2018       | Santos Laguna   | LMX             | 0          | 0          | CM              | 1               | 0               |                    | -                  | -                  |             | -           | -           | 1      | 0      |        |
| 2018-2019       | Santos Laguna   | LMX             | 0          | 0          | CM              | 4               | 0               |                    | -                  | -                  |             | -           | -           | 4      | 0      |        |
| 2019-2020       | Tampico Madero  | LDA             | 18         | 7          | CM              | 0               | 0               |                    | -                  | -                  |             | -           | -           | 18     | 7      |        |
| 2020-2021       | Santos Laguna   | LMX             | 25         | 1          | -               | -               | -               |                    | -                  | -                  |             | -           | -           | 25     | 1      |        |
| Totale carriera | Totale carriera | Totale carriera | 43         | 8          |                 | 5               | 0               |                    | -                  | -                  |             | -           | -           | 48     | 8      |        |

## Palmarès

### Club

#### Competizioni nazionali
- Campionato messicano: 1

Santos Laguna: Clausura 2018